# Chi Đước
Chi Đước (tên khoa học Rhizophora) là một chi gồm những cây sống trong rừng ngập mặn nhiệt đới.

## Một số loài
- Rhizophora apiculata Blume - Đước
- Rhizophora harrisonii Leechm.
- Rhizophora mangle L.
- Rhizophora mucronata Lam.
- Rhizophora racemosa G.Mey.
- Rhizophora samoensis (Hochr.) Salvoza
- Rhizophora stylosa Griff.[2]

### Các loài lai
- Rhizophora × annamalayana Kathiresan (R. apiculata × R. mucronata)
- Rhizophora × lamarckii Montrouz. (R. apiculata × R. stylosa)[2]
- Rhizophora × selala (Salvoza) P.B.Tomlinson (R. mangle × R. stylosa)

### Một số loài đã được đưa ra khỏi chi Đước
- Aegiceras corniculatum (L.) Blanco - Sú (tên cũ R. corniculata L.)
- Bruguiera gymnorhiza (L.) Savigny (tên cũ R. gymnorhiza L.)
- Bruguiera parviflora (Roxb.) Wight & Arn. ex Griff. (tên cũ R. parviflora Roxb.)
- Bruguiera sexangula (Lour.) Poir. (tên cũ R. sexangula Lour.)
- Ceriops tagal (Perr.) C.B.Rob. (tên cũ R. tagal Perr.)[2]

## Hình ảnh

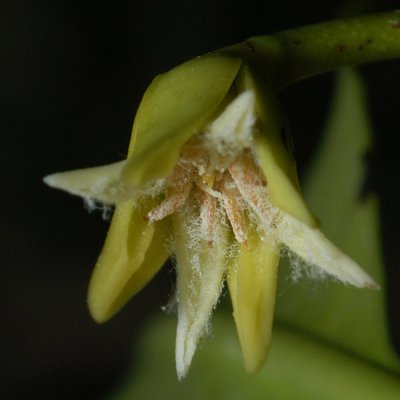
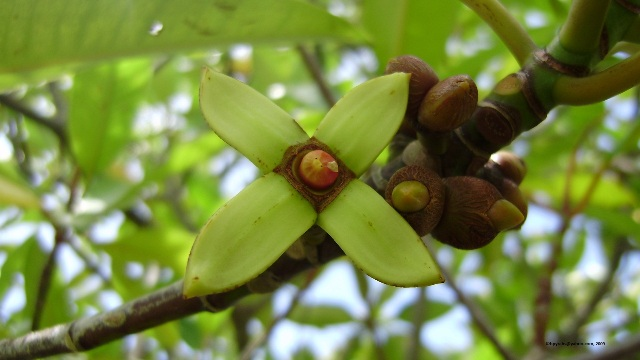
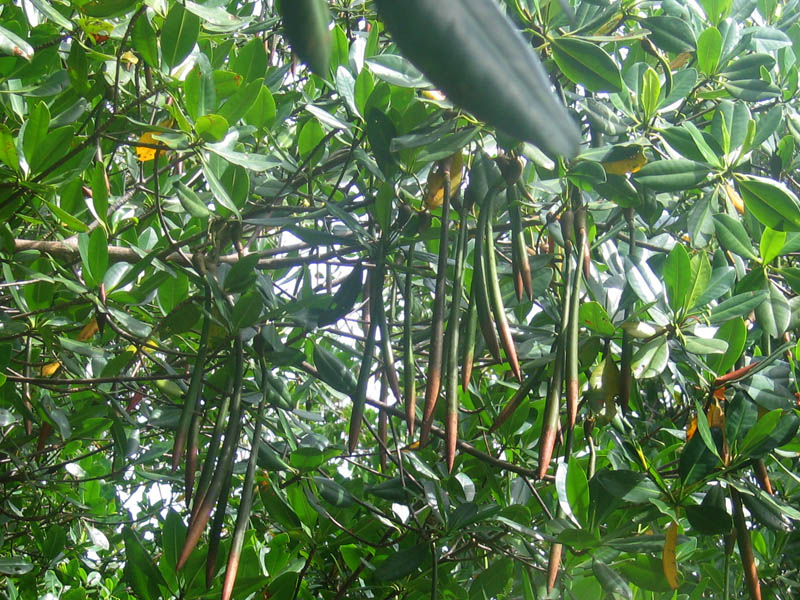
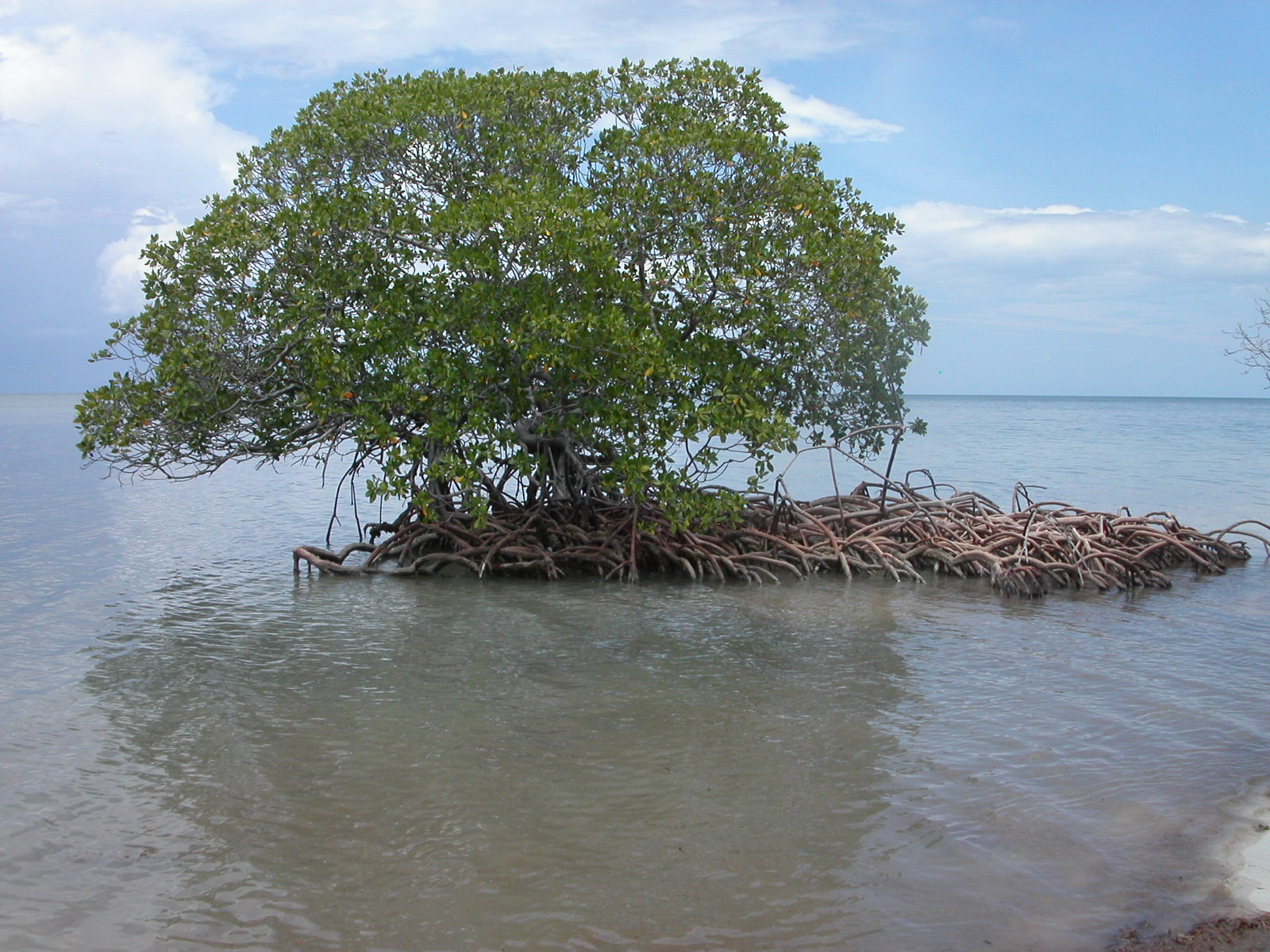